# Nyakiliba
Nyakiliba (Kinyarwanda Umurenge wa Nyakiliba) oder auch Nyakiriba ist einer von zwölf Sektoren im Distrikt Rubavu in der Westprovinz von Ruanda.

## Geographie
Nyakiliba hat eine Fläche von 21,9 km². Der Sektor grenzt im Norden an Cyanzarwe, im Osten Kanzenze, im Südosten Kanama, im Süden Nyundo, im Westen Rugerero und im Nordwesten Rubavu. Der Sektor unterteilt sich in die vier Zellen Bisizi, Gikombe, Kanyefurwe und Nyarushyamba.

## Bevölkerung
Nach Stand der Volkszählung von 2022 liegt die Einwohnerzahl bei 50.834. Zehn Jahre zuvor waren es 30.068, was einem jährlichen Bevölkerungszuwachs von 5,4 Prozent zwischen 2012 und 2022 entspricht.

## Verkehr
Durch den Sektor verläuft die Nationalstraße 2.